# Elisabeth Scheucher-Pichler

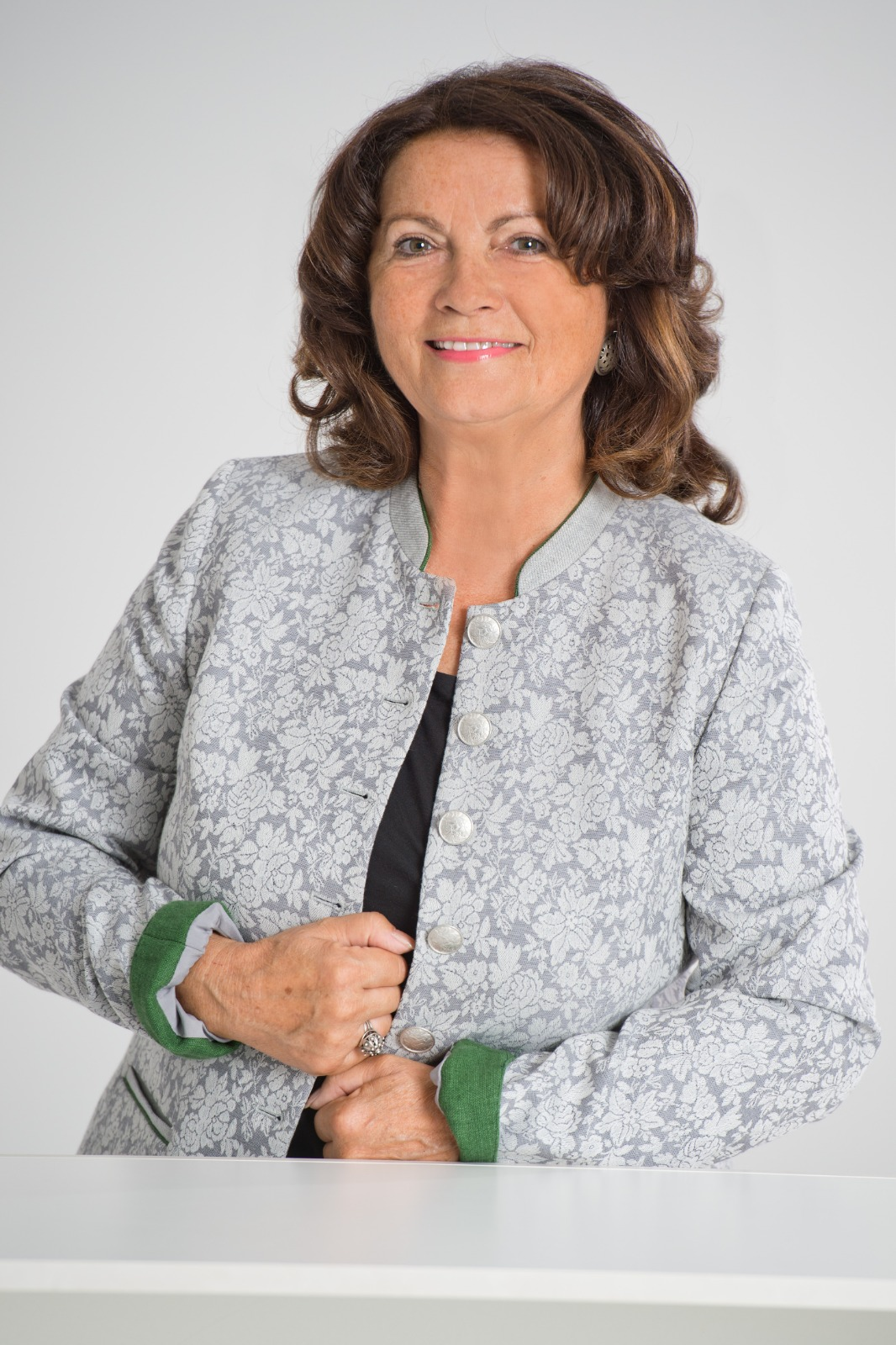
Elisabeth Scheucher-Pichler (2021)

Elisabeth Scheucher-Pichler (* 28. Februar 1954 in Klagenfurt am Wörthersee) ist eine österreichische Unternehmerin und Politikerin (ÖVP). Von 2002 bis 2006 war sie Abgeordnete zum Nationalrat, seit dem 23. Oktober 2019 ist sie erneut Abgeordnete.

## Ausbildung und Beruf
Scheucher-Pichler besuchte von 1960 bis 1964 die Volksschule und im Anschluss bis 1969 die AHS-Unterstufe in Klagenfurt. Sie legte 1974 die Befähigungsprüfung für Kindergärtnerinnen ab und absolvierte 1993 die Externistenmatura an der Bundesanstalt für Kindergartenpädagogik. 1997 schloss Scheucher-Pichler den Hochschullehrgang „Psychotherapeutisches Propädeutikum“ ab und studierte Pädagogik und Grundlagen der Psychologie und der psychosozialen Praxis an der Universität Klagenfurt. 1998 schloss sie ihr Studium mit dem akademischen Grad Mag. phil. ab.
Ihre Familie unterhält in Klagenfurt ein Fachgeschäft für Kunsthandwerk. Scheucher-Pichler ist seit 2000 Psychotherapeutin (Systemische Familientherapie).

## Politik
Scheucher-Pichler war von 1979 bis 1991 Mitglied des Gemeinderates Klagenfurt und von 1999 bis 2002 Abgeordnete zum Kärntner Landtag. Ab dem 20. Dezember 2002 vertrat sie die ÖVP im Nationalrat, schied jedoch nach der Nationalratswahl 2006 am 29. Oktober 2006 wieder aus dem Nationalrat aus.
Neben ihren politischen Mandaten wurde Scheucher-Pichler 1999 zur Bezirksvorsitzenden der Österreichischen Frauenbewegung Klagenfurt gewählt und im Jahr 2000 zur Stellvertretenden Vorsitzenden des Kärntner Wirtschaftsbundes. Sie war ab 2000 Delegierte zum Wirtschaftskammerparlament, war 1997 Präsidentin und ist seither neben anderen Vizepräsidentin des Österreichischen Hilfswerkes. Darüber hinaus ist sie seit Dezember 2018 Obfrau des Seniorenbundes Kärnten und seit 2020 Vizepräsidentin des Seniorenbundes Österreich.
Seit der Nationalratswahl 2019 ist sie wieder Abgeordnete zum Nationalrat.

## Leben
Elisabeth Scheucher-Pichler ist von Harald Scheucher geschieden und hat drei erwachsene Kinder.

## Auszeichnungen
- 2014: Goldene Medaille der Stadt Klagenfurt[3]
- 2017: Großes Goldenes Ehrenzeichen des Landes Kärnten[4][5]
- 2024 Großes Silbernes Ehrenzeichen für Verdienste um die Republik Österreich[6]